# SMS Kaiserin und Königin Maria Theresia (1893)
Броненосный крейсер «Кайзерин унд кёниген Мария-Терезия» (нем. Kaiserin und Königin Maria Theresia) — боевой корабль австро-венгерского флота, построен в единственном экземпляре. Первый броненосный крейсер флота. Развитием проекта стал крейсер «Кайзер Карл VI». Крейсер был рассчитан на плаванье в Адриатическом и Средиземном море.

## Служба
Во время Испанско-американской войны крейсер находился на Кубе. В 1900 году крейсер принимал участие в подавлении боксёрского восстания, во время Балканской войны защищал интересы Австро-Венгрии.
В начале Первой мировой войны крейсер вошёл в состав 1-й крейсерской дивизии. По условиям мирного договора передан Франции. Сдан на лом в Италии.

## Персоналии
- Гаус, Антон — капитан 1900-1901 г.